# Danau Tampang
Danau Tampang is een bestuurslaag in het regentschap Muara Enim van de provincie Zuid-Sumatra, Indonesië. Danau Tampang telt 1196 inwoners (volkstelling 2010).